# Nuoto di fondo ai campionati europei di nuoto 2018
Le gare di nuoto di fondo ai Campionati europei di nuoto 2018 si sono svolte dall'8 al 12 agosto 2018. Tutti gli eventi si sono svolti nel lago Loch Lomond, all'interno del Parco nazionale del Loch Lomond e delle Trossachs nel villaggio di Luss, in Scozia.

## Calendario
Orario locale (UTC+1).
| Data           | Ora   | Evento         |
| -------------- | ----- | -------------- |
| 8 agosto 2018  | 9:30  | 5 km donne     |
| 8 agosto 2018  | 11:10 | 5 km uomini    |
| 9 agosto 2018  | 9:30  | 10 km donne    |
| 9 agosto 2018  | 12:30 | 10 km uomini   |
| 11 agosto 2018 | 10:45 | 5 km a squadre |
| 12 agosto 2018 | 8:45  | 25 km uomini   |
| 12 agosto 2018 | 8:45  | 25 km donne    |

## Podi

### Uomini
| Evento           | Oro               | Tempo     | Argento           | Tempo     | Bronzo         | Tempo     |
| 5 km (dettagli)  | Kristóf Rasovszky | 52'38"9   | Axel Reymond      | 52'41"7   | Logan Fontaine | 52'44"4   |
| 10 km (dettagli) | Ferry Weertman    | 1h49'28"2 | Kristóf Rasovszky | 1h49'28"2 | Rob Muffels    | 1h49'33"7 |
| 25 km (dettagli) | Kristóf Rasovszky | 4h57'53"5 | Kirill Belyaev    | 4h57'54"6 | Matteo Furlan  | 4h57'55"8 |

### Donne
| Evento           | Oro                   | Tempo     | Argento               | Tempo     | Bronzo          | Tempo     |
| 5 km (dettagli)  | Sharon van Rouwendaal | 56'01"0   | Leonie Beck           | 56'17"8   | Rachele Bruni   | 56'49"7   |
| 10 km (dettagli) | Sharon van Rouwendaal | 1h54'45"7 | Giulia Gabbrielleschi | 1h54'53"0 | Esmee Vermeulen | 1h55'27"4 |
| 25 km (dettagli) | Arianna Bridi         | 5h19'34"6 | Sharon van Rouwendaal | 5h19'34"7 | Lara Grangeon   | 5h19'42"9 |

### Gara a squadre
| Evento          | Oro                                                                           | Tempo   | Argento                                                           | Tempo   | Bronzo                                                          | Tempo   |
| 5 km (dettagli) | Paesi Bassi Esmee Vermeulen Sharon van Rouwendaal Pepijn Smits Ferry Weertman | 52'35"0 | Germania Leonie Beck Sarah Köhler Sören Meißner Florian Wellbrock | 52'35"6 | Francia Lara Grangeon David Aubry Lisa Pou Marc-Antoine Olivier | 52'46"7 |

## Medagliere
| Pos.   | Paese       | Oro | Argento | Bronzo | Totale |
| ------ | ----------- | --- | ------- | ------ | ------ |
| 1      | Paesi Bassi | 4   | 1       | 1      | 6      |
| 2      | Ungheria    | 2   | 1       | 0      | 3      |
| 3      | Italia      | 1   | 1       | 2      | 4      |
| 4      | Germania    | 0   | 2       | 1      | 3      |
| 5      | Francia     | 0   | 1       | 3      | 4      |
| 6      | Russia      | 0   | 1       | 0      | 1      |
| Totale | Totale      | 7   | 7       | 7      | 21     |